# CzechTek 2005
CzechTek v roce 2005 byl hudební festival freetekno scény, který začal v pátek 29. července 2005 na louce vedle dálnice D5 poblíž Mlýnce na Tachovsku v Plzeňském kraji a v sobotu 30. července byl rozehnán policií. Zásah nařídil tehdejší policejní prezident Vladislav Husák.

## Průběh akce
Hlavně kvůli policejním obstrukcím byl tento ročník menší než ty předešlé. Účastnilo se kolem 5000 lidí, v noci z pátku na sobotu hrálo jen několik soundsystémů. V sobotu během dne byly zapojovány další systémy, ale hrály jen velmi krátce nebo vůbec. Centrem CzechTeku se staly dvě stěny: jedna složená ze systémů Strahov, Fatal Noise, Tsunami, AKA.IO a Acid Alliance, druhá Shamanic, Bassbeast, Tele2beatz které hrály jako jediné až do poslední chvíle v sobotu ve 21:30.
Hudebně šlo o typický CzechTek: v noci bylo slyšet hlavně freetekno, přes den se produkce rozvinula do pestřejší a pomalejší podoby včetně uvolněných rytmů reggae.
Velká část louky byla legálně pronajatá od firmy Italinvest. Na akci byly zajištěny mobilní toalety, policie však neumožnila jejich příjezd na místo. Stejně tak byl znemožněn i úklid po CzechTeku, proběhl tedy dodatečně o týden později.

## Policejní zásah
Už v pátek policie zablokovala sjezd z dálnice, což ji na několik hodin ochromilo; většina účastníků však zaparkovala svá auta v přilehlých obcích a vedlejších silnicích a na festival dorazila pěšky. V sobotu policie dvěma zásahy zhruba tisícovky těžkooděnců s pomocí vodních děl a slzného plynu akci ukončila s argumentací, že je nutno zajistit ochranu okolních pozemků, jejichž majitelé na rozdíl od pronajímatele vlastního dějiště nedali k pohybu účastníků souhlas.
Na obou stranách bylo několik desítek raněných včetně několika hospitalizací a vážných úrazů.
V souvislosti se zásahem nebyl po téměř rok trvajícím prověřování obviněn žádný policista, především z důvodu jejich obtížné identifikace policejními kamerami. Naopak z útoku na policisty bylo obviněno celkem devět účastníků. Tři soud osvobodil, jeden byl potrestán podmíněně.

### Vyčíslení nákladů na zásah a způsobených škod
Náklady na zásah byly vyčísleny na 31 345 000 korun. Z této částky byly vyplaceny mzdy policistům v hodnotě 25,97 milionu korun. Dalších 3,45 milionu korun bylo určeno na pohonné hmoty, cestovné, stravu policistů, léky a telefonní hovory.
Škody, které vznikly na policejních autech, výzbroji a výstroji prezídium vyčíslilo na 1,93 milionu korun.
Pro srovnání, náklady na policejní akci při zápasech Sparta-Baník se obvykle pohybují okolo 300–400 tis. Kč.
Podle policie byly škody na pozemcích, kde se CzechTek konal, kolem 200–300 tisíc korun. Tachovská Státní rostlinolékařská správa potvrdila, že škody, které CzechTek způsobil přímo na rostlinách na poli u Mlýnce, byly minimální.

## Dění po CzechTeku
Policejní zásah vzbudil širokou kritiku účastníků, sympatizující části veřejnosti i některých opozičních politiků jakožto nepřiměřeně tvrdý, porušující zákony a lidská práva. Protestní akce koordinované po internetu vedly v týdnu po CzechTeku ke čtyřem demonstracím v Praze s několikatisícovou účastí a k mnoha dalším demonstracím v Brně, Plzni, Ostravě a dalších městech.
Koordinaci protestních demonstrací a komunikaci s médii a politiky zajišťovala iniciativa PolicejniStat.cz, vzniklá několik hodin po policejním zásahu na CzechTeku.
Další protestní akcí byla série koncertů Nechceme policejní stát, která proběhla v několika českých městech 1. září, a další se konaly 28. září.
Samotná technokomunita odpověděla na zásah několika velkými free parties (např. CZ Tek – We are not afraid se 4000 účastníky), které proběhly poklidně po dohodě s místními úřady. Protestní festivaly pokračovaly – na stejném místě, jako byl CzechTek, proběhl ParoubTek o víkendu 17.–18. září a o týden později DIY karneval v ulicích Prahy.
Vláda trvala na oprávněnosti zásahu, naopak jako nepřiměřený ho označil Senát a prezident. Tehdejší ministr vnitra František Bublan hodlal připravit přísnější zákonnou úpravu, která by konání podobných akcí v budoucnu zabránila, nicméně byla zamítnuta. Později MV připravilo návrh „vyhlášky proti technopárty“. Policejní zásah měl v listopadu 2005 projednávat i Evropský parlament.
Mezi politické strany, které zásah obhajovaly, patřila zejména ČSSD. Mezi politické strany, které zásah odsuzovaly, patřila Strana zelených, ODS a také radikálně-levicové sdružení REVO. KDU-ČSL a KSČM v této věci neměly jasný názor.
V roce 2009 byl zásah na CzechTeku připomínán jako jedna z příčin protestů, které česká mládež prováděla proti Jiřímu Paroubkovi a ČSSD v průběhu kampaně voleb do Evropského parlamentu.

## Chronologie
- 22. července
  - Týden před tradičním termínem nebyly o konání CzechTeku známy žádné podrobnosti; internetová stránka, kde je obvykle zveřejněna pozvánka, uváděla pouze „tento rok? kdo ví“. Policie monitorovala v západních Čechách zvýšený pohyb cizinců, kteří se na akci zřejmě chystali.
- 26. července
  - Hlavní média informovala o předpokládaném konání CzechTeku a objevily se spekulace o místě konání. Policie byla v pohotovosti s cílem CzechTeku zabránit.
- 27. července
  - Freetekno komunita se na své webové stránce ohradila proti postupu policie, která měla údajně rozkaz zabránit konání CzechTeku dříve než začne. Komunita upozorňovala, že technohudba není trestná a akci je možno uspořádat zcela legálně.
  - Freetekno komunita později oznámila, že CzechTek proběhne legálně na soukromém pozemku se souhlasem jeho majitele, a vyzvala účastníky, aby při případném střetu s policií vyžadovali korektní jednání.
  - Množily se spekulace o místě konání, nejčastěji byla zmiňována dvě místa na Táborsku a pražská Letná.
- 28. července
  - Pořadatelé festivalu oznámili, že CzechTek začne zítra a že mají povolení majitele pozemku. Tiskové prohlášení dále žádalo média o objektivní zpravodajství a státní orgány o respekt pro svoji subkulturu.[5]
  - Místo konání nebylo známo. Stovky zahraničních návštěvníků, kteří během minulých dní přijeli do ČR, se zdržovaly hlavně v západních Čechách a v Praze. Policie prováděla kontroly na hranicích, několik desítek účastníků nepustila do ČR hlavně kvůli technickému stavu vozidel a chybějícím dokladům.
  - Radnice v Moravských Budějovicích na Vysočině dostala mail podepsaný Tomášem Nikodýnem, že se festival bude konat v tamní lokalitě Zálomy u obce Dešov. Místní zemědělci začali okamžitě hnojit okolí lokality močůvkou. (zdroj: MFD 29.6.2005)
- pátek 29. července
  - Hodinu po půlnoci se účastníci akce začali sjíždět do Mlýnce na Tachovsku. Policie místo konání obklíčila, protože podle ní majitelé sousedních pozemků nedali souhlas k přejezdu účastníků. Později vyšlo najevo, že pronajatý pozemek je přístupný přes veřejně použitelnou asfaltovou silnici se svodidly – účelovou komunikaci, ještě později za malého mediálního zájmu policie a MV argumentovala nedoběhlým stavebním řízením na této komunikaci. Samotné místo konání bylo k dispozici se souhlasem majitele pozemků.
  - V dopoledních hodinách policie pracovala na vyjasnění majetkových vztahů k pozemkům, účastníky nepouštěla na místo a nedovolovala jim sjet z dálnice D5. Ta byla zablokovaná v délce několika kilometrů, doprava byla odkloněna po staré silnici. V celé oblasti bylo 5–10 tisíc návštěvníků CzechTeku.
  - Policie nepustila na pronajaté pozemky ani mobilní WC a cisternu s pitnou vodou. Podle informací freetekno komunity se kvůli blokádě nedostal na místo ani geodet, připravený vyměřit pozemky.
  - Informace o místě konání se objevila na stránkách CzechTeku dlouho po tom, co o něm informovala všechna hlavní média.
  - V poledne policie vyklidila jeden pruh zablokované dálnice, ale účastníci si na vozovku sedli a dálnice byla nadále zablokovaná. Policie později všechny účastníky akce z dálnice vytlačila s nasazením těžkooděnců a vodního děla.
  - Odpoledne policie prohlašovala, že majitel pozemku svůj souhlas odvolal, freetekno komunita tvrdila opak. Majitel pro iDNES uvedl, že souhlas trvá. Policie začínala tvrdit, že souhlas není podstatný. Na iDNES se objevila fotokopie smlouvy.
  - Premiér Jiří Paroubek policejní zásah schvaloval a tvrdil, že je nutný co nejtvrdší policejní zásah v mezích zákona.
  - 17:00: Na louce hrála hudba, policie příchozí pěší účastníky pouštěla. CzechTek podle všeho začal.

- sobota 30. července

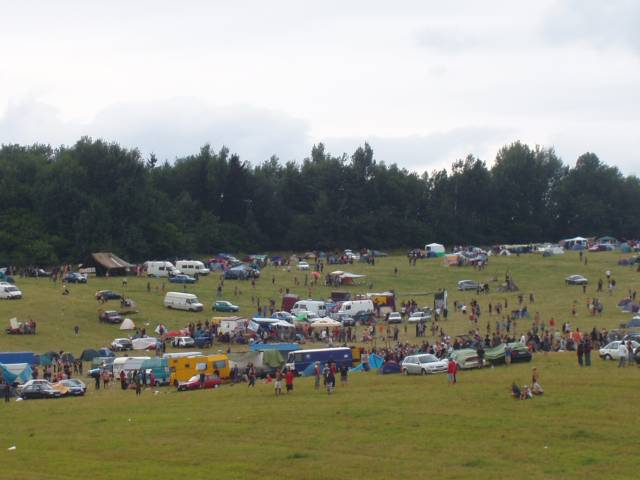
Část louky v sobotu odpoledne

  - Podle policie si majitelé okolních pozemků nechali odhadnout škody a podle doporučení přítomného státního zástupce podali trestní oznámení. Na základě toho policie zahájila kroky k neprodlenému ukončení akce. Později vyšlo najevo, že policie obvolávala ve 4 hodiny ráno majitele okolních pozemků, aby se připojili k trestnímu oznámení, což majitelé učinili (někteří z nich až po určitém váhání), a že státní zástupce nebyl na místě přítomen. Pro MF Dnes se vyjádřili dva nezávislí právníci, že bez souhlasu majitelů pozemků, přes něž vedou přístupové cesty, nebyla akce legální. Právo na přístup k pozemku nelze podle nich vztahovat na přesuny tisíců osob.
  - Policie kolem 16:00 nasadila proti účastníkům těžkooděnce a slzný plyn, podle svědků začala zabavovat aparatury. Podle účastníků byla policie nepřiměřeně brutální. Policie vyzývala účastníky k rozchodu, ti však tvrdili, že většina z nich výzvu neslyšela vzhledem k rozlehlosti louky a hudbě ze soundsystémů. Situace se uklidnila po 19:00, zřejmě i díky deštivému počasí. Z původních 5000 účastníků na místě zbylo zhruba 1000. Zanedlouho byl zprovozněn jeden soundsystém a účastníci pokračovali v tanci. Po setmění kolem 21:30 začal druhý policejní zásah, který akci definitivně ukončil kolem půlnoci. Většina účastníků místo během noci opustila. Podle účastníků byl druhý zásah ještě brutálnější. Zpravodaj Radiožurnálu hlásí, že během druhého zásahu zaslechl rozkaz velitele oddílu „krokem, hoši, a řezat, řezat, řezat“.
  - Podle ministra vnitra Františka Bublana byl zásah v pořádku.
  - Mezi sedmou a osmou hodinou večerní se před budovou ministerstva vnitra sešlo několik desítek demonstrantů, protestujících proti policejnímu zásahu. Na Internetu se též objevila objevila první protestní petice.[6]
  - Policisté oznámili, že budou hlídat věci, auta i aparatury, které účastníci na louce nechali. Později se o ně mohou přihlásit. Policie zadržela 8 osob.
  - Podle informací České televize skončila akce kolem půlnoci.
  - Policejní zásah proběhl s nasazením 1200 policistů, z toho 850 příslušníků speciálních pořádkových jednotek. Dále byla nasazena dvě vodní děla, dvounápravový kolový obrněný transportér, policejní vrtulník, zásahové výbušky, dýmovnice, slzný plyn a na dálnici během odpoledního zásahu stál kamión s návěsem, na němž byl naložen neoznačený pásový obrněný transportér typu BVP-2 (bojové vozidlo pěchoty osazené 7.62mm kulometem a 30mm rychlopalným kanónem, „tank“).
  - Lékaři ošetřili celkem 82 zraněných, z toho 47 policistů. 15 technařů muselo být hospitalizováno např. s otravou či frakturou čelisti. Pět policistů bylo zraněno těžce, jeden z nich po zásahu kamenem do páteře nemůže hýbat nohama (dle zprávy MF DNES  šlo o balvan o průměru půl metru; jakým způsobem se jej technařům podařilo odpálit zpráva nezmiňuje – půlmetrový balvan váží cca 180 kg). Jeden z účastníků v důsledku zásahu slzným granátem do oka utrpěl poranění s následkem poruchy vidění (na jedno oko neviděl nahoru, podstoupil operaci).
  - Později byl počet ošetřených upřesněn na cca 100 osob, k dalšímu ošetření bylo transportováno 34 osob, z toho 26 civilistů a 8 příslušníků policie ČR. Podle závěrečné zprávy Záchranné služby Plzeňského kraje je velice pravděpodobné, že některé osoby zejména z řad účastníků technopárty vůbec nevyhledaly zdravotnické ošetření na místě a počet zranění byl tudíž vyšší.
- 31. července
  - Server iDNES v poledne informoval, že během CzechTeku zemřel jeden z účastníků. Podle informací policie ho v sobotu nad ránem srazil u obce Planá zřejmě kamion, který z místa ujel.[7][8]
  - Tachovská policie odmítla, že by jednala na politickou objednávku, což tvrdili někteří opoziční politici.
  - V rozhovoru pro Lidové noviny[9][nedostupný zdroj] uvedl ministr vnitra Bublan, že mu premiér Paroubek „řekl, že chce, abychom provedli razantní zásah“ a že akce prý byla povolena pouze pro 50 lidí.
  - V Praze před budovou ministerstva vnitra probíhala od 14:00 demonstrace proti policejnímu zásahu, svolaná prostřednictvím nově založeného serveru policejnistat.cz.[2] Demonstranti protestovali proti presumpci viny, s níž byl policejní zásah veden, policejním lžím, vycházejícím z oficiálních míst a tvrdosti a nepřiměřenosti zásahu. Demonstrace se účastní asi 5000 lidí. Po dvou hodinách se demonstrace přesouvá před budovu Úřadu vlády, kde po další hodině končí. Podobná demonstrace s desítkami účastníků probíhá také v Brně.
  - Policejní zásah vyvolal reakce u politiků: prezident Václav Klaus označil zákrok policie za stěží obhajitelný, ministr spravedlnosti Pavel Němec za sporný. Ministr vnitra František Bublan a premiér Jiří Paroubek zákrok obhajují jako adekvátní. Opoziční ODS zákrok kritizuje jako příliš razantní.
  - Česká televize i TV Nova informuje o CzechTeku jako o hlavní události dne. Krátké články se objevují v zahraničních médiích.
- 1. srpna
  - V Praze probíhá podobná demonstrace jako předchozího dne, které se opět účastní kolem 5000 lidí. Řečníkem je mimo jiné i Václav Havel. Demonstranti požadují odstoupení ministra vnitra a premiéra Paroubka. Demonstrace po 17. hodině přechází ve spontánní technoparty na Letné. Hudební produkce končí ve 21:30 a celý prostor je uklizen.
  - Václav Klaus označil policejní zásah za hrubou chybu a hodlá požadovat po premiérovi vysvětlení. Premiér Paroubek politoval zranění při zásahu z řad účastníků i policistů. Ministr vnitra Bublan prohlásil, že o své rezignaci neuvažuje.
  - CzechTek byl hlavní událostí v pondělních novinách, např. MF Dnes mu věnovala 5 stran.
  - Názory právníků na policejní zásah se lišily.
- 2. srpna
  - Probíhaly demonstrace v Brně, Ostravě, Plzni a neorganizovaný protest v Praze na Strahově. Od 18:00 byl plánován „pietní akt Svíčka za CzechTek“ v Praze na Václavském náměstí.
  - Premiér Paroubek ve svém článku v Lidových novinách tvrdil, že „technaři nejsou tančící děti, ale nebezpeční lidé“ a že „jádro příznivců technohudby tvoří posedlí lidé s anarchistickými sklony.“
  - O CzechTeku informovalo anglické zpravodajství BBC.
  - Václav Havel souhlasil, že zprostředkuje jednání mezi technaři a vládou. Technaři jednání odmítali, protože dosavadní komentáře premiéra a ministra vnitra byly podle nich vědomě nepravdivé.
  - Podle výzkumu agentury SC&C považovalo 70 procent obyvatel zákrok za příliš tvrdý. 44 procent souhlasilo s tím, že zákrok byl nutný.
- 3. srpna
  - Proběhly demonstrace v Praze (4–5000 lidí), Brně, Opavě, Plzni a Zlíně.
- 4. srpna
  - Veřejný ochránce práv Otakar Motejl se rozhodl prošetřit postup policie a dalších orgánů státní správy v souvislosti s CzechTekem.
- 5. srpna
  - Senát konstatoval nepřiměřenost policejního zásahu proti účastníkům CzechTeku.
- 6. srpna
  - Deník Právo vyvracel tvrzení náměstka policejního prezidenta Vladislava Husáka, že cesta k louce nebyla veřejně přístupná.
  - Na Letné v Praze proběhl odpoledne protest proti policejnímu zásahu, sešlo se přibližně 4000 lidí. Po skončení demonstrace přešla v malou improvizovanou technoparty.
  - Stovky německých příznivců techna protestovalo před českým velvyslanectvím v Berlíně.
  - Část účastníků CzechTeku se přesunula na SlovTek, který proběhl u Veľkého Krtíše na jižním Slovensku za účasti asi 500 lidí bez konfliktů s policií.
  - Vyhledávač Google nacházel na klíčové slovo Czechtek 150,000 webových stránek (před Czechtekem 2005 cca 2000).[10]
- 7. srpna
  - Byl dokončen úklid cca 55 ha luk a 50 ha lesů, kde se konala technoparty, hlavní podíl měli dobrovolníci z řad příznivců techno hudby. Na skládku v Černošíně bylo odvezeno okolo 600 stodvacetilitrových pytlů se tříděným odpadem.
  - Soukromý zemědělec Jan Zatloukal připustil, že odhady škod byly nadnesené.
  - Technaři rozdali lidem z Újezdu pod Přimdou dárkové balíčky jako omluvu za zacpanou ves.
  - Iniciativa Policejnistat.cz požádala prezidenta Václava Klause o podporu v tlaku na ministra Bublana, po kterém požadovali vysvětlení policejního zásahu.
  - František Bublan oznámil, že chce navrhnout změny zákonů, které by upravovaly možnost konání akcí podobného druhu.
  - Český rozhlas uvedl, že během víkendu proběhly protestní akce v desítkách českých měst, např. v Havířově za účasti 300 lidí.
- 8. srpna
  - Ministr obrany Karel Kühnl nabídl organizátorům CzechTeku jednání o využití armádních pozemků pro konání dalších akcí.
  - Prezident Václav Klaus a ministr vnitra František Bublan se sešli, aby si promluvili o policejním zásahu.
  - Václav Klaus znovu požádal vládu o vysvětlení formy, zadání, organizace a provedení policejního zásahu na technoparty, které nepovažoval za adekvátní.
  - Plzeňská státní zástupkyně Antonie Zelená odhadla dobu vyšetřování oprávněnosti zákroku policie při technoparty na několik týdnů až dva měsíce.
- 9. srpna
  - Sedmdvacet starostů a místostarostů obcí na Tachovsku vyzvalo vládu ke změně příslušných zákonů, premiér Jiří Paroubek změny přislíbil.
  - Vyhledávač Google nacházel na klíčové slovo Czechtek 1,070,000 webových stránek.[10]
- 10. srpna
  - V Praze na Letné před budovou ministerstva vnitra se konala další demonstrace, jejíž součástí byl pochod před budovu úřadu vlády. Na demonstraci vystoupil hudebník Michael Kocáb, který mimo jiné srovnával přístup dnešního režimu s režimem komunistickým. Podle něj byl letošní zásah brutálnější a komunisté si netroufli upravovat zákony tak, aby mohli snáze potlačovat pro ně nepohodlnou kulturu (reakce na připravované změny zákonů, které chystal ministr vnitra Bublan).
  - Hlavním požadavkem organizátorů byl požadavek na vysvětlení, podle kterého paragrafu policie provedla zákrok na pronajatém pozemku a kdo o něm rozhodl.[11]
  - Podle údajů Českého rozhlasu se demonstrace zúčastnilo 2 000 lidí.
  - Protest proti zásahu proběhl také v Liberci, na náměstí před radnicí se sešlo téměř 200 lidí.
  - V Ostravě se objevily billboardy odsuzující zákrok na CzechTeku, které nechal vyrobit a rozmístit ředitel rádia Helax Mirek Pifka. Také humpolecký pivovar Bernard fotografie ze zákroku využil na billboardech ze série se sloganem Svět se zbláznil, držte se….
- 11. srpna
  - Václav Havel se sešel ve své kanceláři s třemi zástupci technařů, aby probrali způsob organizace technoparty.
  - Premiér Paroubek v rozhovoru pro BBC vytkl ministru vnitra Františku Bublanovi, že podcenil politické důsledky policejní akce a že před samotným konáním CzechTeku měl konzultovat s jednotlivými politickými stranami.[12] Rovněž vytkl Tachovskému policejnímu řediteli Knížeti, že si neuvědomil, že je před volbami.
  - Agentura Factum Invenio se rozhodla nezveřejnit výsledky pravidelného výzkumu volebních preferencí, s odůvodněním, že v důsledku Czechteku nastala nestandardní situace, takže došlo k velké odchylce od dlouhodobých trendů, které by mohly uvést v omyl.[13]
  - Byl zveřejněn průzkum veřejného mínění agentury SC&C pro MF DNES z 9. srpna.[14] Popularita premiéra Paroubka klesla z 62 % na 30 %. Zásah považovalo za příliš tvrdý 58 %, přiměřený 37 % a příliš mírný 5 % respondentů.
- 12. srpna
  - Podle výsledků průzkumu společnosti STEM považovaly necelé dvě třetiny populace policejní zákrok proti CzechTeku za tvrdý, stejné množství nevěřilo, že se podaří postup policie a okolnosti vyšetřit.
- 13. srpna
  - Václav Šroub (nájemce pozemku pro party) oznámil bez bližších podrobností, že Policie ČR zahájila jeho trestní stíhání pro poškozování cizí věci.
  - Prezident Václav Klaus v pořadu Českého rozhlasu Týden v tahu uvedl, že zodpovědnost za nepřiměřený zásah proti CzechTeku nesmí vyšumět potrestáním několika policistů, protože odpovědnost je ministerská.
- 16. srpna
  - Policejní prezídium oznámilo, že zásah proti CzechTeku stál 31 345 000 korun. Škodu na pozemku odhadla policie na 200–300 tisíc korun. Tachovská Státní rostlinolékařská správa uvedla, že podle ní budou škody minimální.
  - Sněmovna jednohlasně vyzvala vládu, aby připravila komplexní zprávu o zásahu policie na CzechTeku.
- 17. srpna
  - Deník Právo informoval o návrhu zákona, který má již Ministerstvo vnitra připraven. Návrh stanovuje pravidla konání akcí typu technoparty, přičemž dává povinnost akci písemně oznámit spolu s přiložením mnoha vyjádření a posudků, obcím a vojenským újezdům dává možnost odůvodnit nesouhlas jen ochranou veřejného pořádku nebo majetku. Návrh zákona tak směřoval k omezení občanských svobod.
  - František Bublan předložil vládě zprávu o policejním zásahu na CzechTeku. Svojí vlastní zprávu předali vládě i kritici zásahu. Podle nich zpráva ministra vnitra neobsahuje podstatné informace.
- 18. srpna
  - Ombudsman Otakar Motejl v rozhovoru pro BBC uvedl,[15] že nepovažuje za nutné změnit zákony, aby se stát v budoucnu vyhnul sporům s pořadateli technoparty, stačí, když budou stávající dostatečně aplikovány. Také upozornil, že případné změny zákonů by mohly komplikovat pořádání jiných kulturních a společenských akcí.
- 21. srpna
  - Premiér Paroubek přiznal, že akci CzechTek podcenil.[16] Chyby ale viděl také na straně ministra vnitra Františka Bublana a policie. Bublan měl podle něj o problému více debatovat s politiky a policie měla lépe komunikovat s veřejností.
- 22. srpna
  - policejnistat.cz zveřejnil závěrečnou zprávu Zdravotnické záchranné služby Plzeňského kraje, podle ní bylo transportováno k dalšímu ošetření do zdravotnických zařízení 34 osob, z toho 26 civilistu a 8 příslušníků Policie ČR, a je pravděpodobné, že některé osoby zejména z řad účastníků vůbec nevyhledaly zdravotnické ošetření na místě.
- 23. srpna
  - Podle Kláry Slámové, advokátky Václava Šrouba, zrušilo státní zastupitelství v Tachově trestní stíhání jejího klienta a vrátilo případ zpět policii k došetření.[17][18]
- 26. srpna
  - Ministr vnitra Bublan řekl, že pokud se bude v nejbližší době konat podobná akce jako CzechTek a účastníci poruší zákon, policie opět zasáhne.[19]
- 1. září
  - Proběhla série protestních demonstrací spojených s koncerty Nechceme policejní stát v řadě měst České republiky. Akce přitáhly jen malé množství účastníků.[20][nedostupný zdroj]
- 2.–4. září
  - V Příchovicích na Plzeňsku se uskutečnila free party CZTek – We are not afraid. Na akci hrály 4 soundsystémové stěny a zúčastnilo se kolem 4 000 lidí. Na rozdíl od CzechTeku nedošlo k žádnému zásahu policie, hlavně proto že vše bylo předem domluveno s místními úřady a policií.
- 7. září
  - Vláda jednala o CzechTeku, byla přednesena zpráva MV a MS. Premiér Paroubek pak znovu prohlásil, že během zásahu policie nepochybila. Odmítl také, že výstup z dálnice zablokovala police.[21]
- 8. září
  - Vyhledávač Google nachází na klíčové slovo CzechTek 3,690,000 webových stránek.[10]
- 16.–18. září
  - Za účasti cca 800–1000 lidí proběhl protestní festival ParoubTek na stejném místě, jako CzechTek. Pozemek byl opět pronajat od firmy Italinvest. Účast byla nižší, než se očekávalo, zejména vzhledem k nízkým teplotám.
  - Policie nezasahovala, pouze vymezila páskou hranice okolních pozemků, na které pak účastníky nepouštěla a kontrolovala občanské průkazy všech účastníků. Přístup k pozemkům policie umožnila pouze po asfaltové silnici (tatáž, kterou během Czechteku 2005 blokovala).
- 19. září
  - Prezident Klaus vytkl dopisem ministru vnitra Bublanovi, že jeho zpráva o CzechTeku je účelová a nekompletní.[22]
- 20. září
  - Poslanecká sněmovna parlamentu projednala vládní zprávu o CzechTeku, nepřijala však žádné usnesení.[23]
- 21. září
  - Ministerstvo vnitra zveřejnilo odmítavou reakci na dopis prezidenta Klause.[24] Podle ministerstva vnitra byly do zprávy zapracovány i reakce na výhrady Davida Čermáka, a zásah nebyl plánován předem.
  - Vláda jmenovala Husáka definitivně policejním prezidentem.[25]
- 24. září
  - Proběhl protestní DIY karneval v ulicích Prahy za účasti asi 2000 lidí. Pestrý průvod prošel poklidně během několika hodin Prahou ze Strahova na Štvanici.[26]
- 28. září
  - Proběhla další série demonstrací a koncertů Nechceme policejní stát v řadě českých měst, opět za nevalného zájmu návštěvníků i médií.
- 2. listopad
  - Branný výbor senátu jednal o CzechTeku, vyjádřil nespokojenost s Bublanovou zprávou a s pomalým vyšetřováním zásahu.[27]
- 8. listopad
  - Ombudsman Otakar Motejl dokončil svoji zprávu o Czechteku 2005 a vystoupil v pořadu Interview BBC. Uvedl, že vidí pochybení na straně policie, ale i na druhé straně. Například, že po zkušenostech z Boněnova, kde nestačilo čtyřicet hektarů, se postavit, my to máme povolený, protože máme najato dvanáct hektarů, je samo výchozí úvaha trošku na hranicích neodpovědnosti.[28]
- 12. listopad
  - Byla chystána evropská demonstrace proti svévolným represím namířeným na teknivaly a free parties. Svolána byla do Štrasburku a měla být následována „evropským teknivalem“. Kvůli nepokojům ve Francii však byla nakonec zrušena.[29]
- 8. prosinec
  - Inspekce ministerstva vnitra došla k závěru, že čtyři policisté bijící tanečníka již ležícího na zemi, se nedopustili trestného činu. Šlo o jednu z nejznámějších ukázek policejní brutality, která se po CzechTeku často objevovala v médiích. Vyšetřování inspekce pokračovalo, zatím nebyl obviněn žádný policista, naopak 9 účastníků CzechTeku bylo obviněno z útoku na veřejného činitele. Ministr spravedlnosti Pavel Němec požádal o prošetření nejvyšší státní zástupkyni Renatu Veseckou.
- 10. prosinec
  - Chystalo se protestní shromáždění za nezávislé vyšetření policejního zákroku. Shromáždění mělo proběhnout od 15:00 na Kampě.
- 6. leden 2006
  - Server Novinky.cz zveřejnil informaci, že policejní prezident pověří funkcí náměstka pro uniformovanou policii Jana Brázdu ze západočeské Policie ČR. Blog CzechTek.bloguje.cz upozorňuje, že Jan Brázda je pravděpodobně nejvyšší policejní důstojník, který byl osobně přítomen u Mlýnce a mohl by tak být přímo odpovědný za policejní zásah.
- 31. leden 2006
  - Podle ombudsmana Otakara Motejla byl zákrok Policie ČR na CzechTeku 2005 oprávněný, ale nepřiměřený, protože policie nevyužila všechny možnosti, jak situaci řešit bez použití síly.[30]
- 16. březen 2006
  - Strana zelených odsoudila brutální policejní zásah proti účastníkům hudební akce CzechTek 2005 a trvala na vytvoření vyšetřovací komise Poslanecké sněmovny, která by zásah prošetřila. Jedním z krajských lídrů strany do parlamentních voleb byl Stanislav Penc, aktivista dlouhodobě vystupující proti policejnímu zásahu. Zelení měli podle průzkumů reálnou šanci do dostat se do Sněmovny, a tedy kritizovat policejní zásah na parlamentní půdě.[31]
- 15. duben 2006
  - Technaři uspořádali ve Štrasburku demonstraci proti dlouhodobé represi vůči své subkultuře. CzechTek 2005 zmiňovali jako „bod zlomu“, za kterým již nemohou násilí mlčky trpět. Demonstrace se zúčastnilo kolem 3000 technařů z celé Evropy včetně Česka.[32]
- 14. červenec 2006
  - Plzeňské státní zastupitelství dokončilo prověřování policejního zásahu. Nakonec nebyl obviněn žádný policista, především z důvodu jejich obtížné identifikace policejními kamerami. Naopak z útoku na policisty bylo obviněno celkem devět účastníků. Tři soud osvobodil, jeden byl potrestán podmíněně.
- 9. červenec 2008
  - Městský soud v Praze vynesl rozsudek, podle kterého se ministerstvo vnitra musí omluvit dvěma účastníkům technoparty CzechTek 2005 a musí jim zaplatit 10 a 20 tisíc Kč za neadekvátní zásah policistů. Ondřej H. a Pavel K. žalovali Ministerstvo vnitra za vhození dvou dýmovnic do osobního automobilu a následného napadení. Žaloba je jedna z mála, která se podařila v případu CZECHTEK 2005 dotáhnout do konce.[33]
  - Stále ještě běžely soudy proti zásahu jako celku, jejich prognóza byla nejistá. Podána byla též správní žaloba, očekávalo se, že se bude řešit několik let; podobné termíny má i soud pro lidská práva ve Štrasburku. Údajný organizátor Czechteku 2004 byl teprve nedávno soudem osvobozen.

## Citát
| „                                 | Kdyby se skupina lidí chovala ke zvířatům tak, jako policejní těžkooděnci k lidem, měla by na krku orgány státního veterinárního dozoru. | “ |
| — Josef Duben, tiskový mluvčí SVS | |   |